# Karolien Berkvens
Karolien Berkvens (Rotterdam, 1986) is een Nederlandse schrijfster. Ze debuteerde in 2015 met Het uur van Zimmerman bij Lebowski Publishers. Het boek werd genomineerd voor de Dioraphthe Literatour Prijs van 2016 en vertaald in het Duits. In 2018 verscheen haar tweede roman, Zoon van Berlijn.

## Biografie
Karolien Berkvens werd geboren in Rotterdam. Ze bezocht daar het Montessori Lyceum. Aan de Universiteit van Amsterdam studeerde ze theaterwetenschap.
Ze woont in Berlijn. Van daar uit bericht ze regelmatig met korte verhalen, schrijft ze over Duitse literatuur en politiek (bijvoorbeeld over de nieuwe Duitse politieke partij 'Demokratie in Bewegung') en interviewt ze Duitstalige schrijvers.

## Boeken
Karolien Berkvens heeft twee boeken geschreven:
- 2015: Het uur van Zimmerman
- 2018: Zoon van Berlijn

### Het uur van Zimmerman
- Berkvens, Karolien (2015). Het uur van Zimmerman. Lebowski Publishers, Amsterdam. ISBN 9789048821556. OCLC 921490915[5]

Een Duitse vertaling verscheen in 2018:
- (de)  Berkvens, Karolien (2018). Zimmermanns Stunde : Roman. Droemer, München. OCLC 1013469095

Het boek werd door recensent Pieter Feller omschreven als "een verdienstelijk debuut".

### Zoon van Berlijn
- Berkvens, Karolien (2018). Zoon van Berlijn. Lebowski Publishers, Amsterdam. ISBN 9789048821570. OCLC 921490915

Het belangrijkste thema van het boek is de gentrificatie van Berlijn.
Bo van Houwelingen, die het boek recenseerde voor de Volkskrant constateert dat Berkvens duidelijk de bedoeling heeft om de schaduwkanten van gentrificatie te tonen, maar dat het boek als roman niet helemaal is geslaagd.
Miriam Piters is in een recensie op het literaire weblog Tzum aanzienlijk positiever: "Karolien Berkvens laat (…) in haar tweede roman zien dat ze betrokkenheid weet te paren aan prikkelende en stilistisch superieure fictie.
Ook Sandra Faneker noemt Zoon van Berlijn een "intelligent, scherpzinnig en maatschappijkritisch verslag van het verslag van het conflict tussen vaders en zonen, tussen generaties en tussen arm en rijk."

## Overig werk
Karolien Berkvens levert regelmatig bijdragen aan Vrij Nederland, bijv.
- 2019-10-22: '30 jaar na de val van de Muur is de feeststemming ver te zoeken. ‘Er valt niet zoveel te vieren’.'[11]

Ze schrijft regelmatig op hebban.nl.